# Mandevilla rugosa
Mandevilla rugosa är en oleanderväxtart som först beskrevs av George Bentham, och fick sitt nu gällande namn av R. E. Woodson. Mandevilla rugosa ingår i släktet Mandevilla och familjen oleanderväxter. Inga underarter finns listade i Catalogue of Life.